# Mommie Schwarz

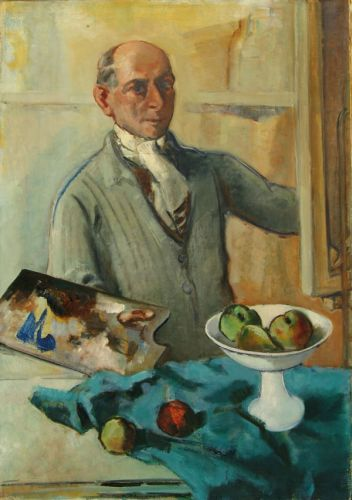
Zelfportret aan de ezel, ca. 1935-1940

Samuel L. (Mommie) Schwarz (Zutphen, 28 juli 1876 – Auschwitz (Silezië), 19 november 1942) was een Nederlands-Joodse kunstschilder en grafisch kunstenaar. Hij werkte ook als boekbandontwerper.
Hij huwde in 1920 met Else Berg. Samen vormden ze een kunstenaarsechtpaar. Beiden worden gerekend tot de Bergense School. Ze zijn gelijktijdig in concentratiekamp Auschwitz gedood in 1942, enkele dagen nadat ze in Nederland waren opgepakt.

## Jeugd en opleiding
Mommie Schwarz werd geboren als tiende kind van Lezer Schwarz en Julie Winter. Het gezin telde elf kinderen. In 1897 vertrok hij met een oudere broer naar New York. Daar kreeg hij zijn eerste tekenlessen. In 1902 keerde hij korte tijd terug naar Europa en liet hij zich inschrijven aan de Academie van Antwerpen. Hij brak zijn opleiding binnen een half jaar af en vertrok weer naar New York.

## Leven
Rond 1908 keerde hij definitief terug naar Europa. Omdat hij belangstelling had voor het Duitse expressionisme, ging hij naar Berlijn waar hij zijn schilderende nicht Else Berg opzocht. Met haar bezocht hij Parijs en in 1910 vestigde hij zich met Else Berg in Amsterdam. Schwarz werd beschouwd als een der eerste modernisten. Ze kregen intensieve banden met Leo Gestel, die op een zolderetage in de Tweede Jan Steenstraat woonde, en met tal van andere Amsterdamse kunstenaars en reisden in 1914 (met Gestel en zijn vrouw An) naar Mallorca. Daarna vestigde Schwarz zich in Schoorl en zocht hij contact met Amsterdams-Bergense schilders van de Bergense School. Berg bleef in Amsterdam (ondanks hun vele reizen en hun huwelijk in 1920 woonden beiden nooit samen) en zou pas naar Schoorl gaan toen Schwarz alweer in Amsterdam woonde en werkte. Zij hadden vanaf 1927 ieder een eigen etage aan het Sarphatipark 42 te Amsterdam. In het begin van de Tweede Wereldoorlog doken ze onder in Baambrugge, maar ze keerden terug naar Amsterdam - vermoedelijk uit angst voor verraad. In november 1942 werden ze opgepakt en via Westerbork gedeporteerd naar Auschwitz. Zij zijn direct na aankomst op 19 november 1942 vermoord.

## Werk
Mommie Schwarz wordt wel gerekend tot de Bergense School. De werken van deze school kenmerken zich door figuratie met kubistische invloeden en een expressionistische toets in donkere tinten. Dit geldt ook voor Schwarz' werk. Onder invloed van Leo Gestel werd zijn palet donkerder. Mommie Schwarz maakte vooral figuurvoorstellingen, havengezichten, landschappen, portretten en stillevens.
Vanaf 1915 waren Mommie Schwarz en Else Berg lid van de Hollandse Kunstenaarskring en deden ze mee met de groepstentoonstellingen. Hij nam deel aan meer dan honderdtwintig groepstentoonstellingen. Hij kreeg pas op zijn tweeënvijftigste, in 1929, een eerste solotentoonstelling. Dit was bij kunsthandel Huize van Hasselt in Rotterdam.
Schwarz werkte ook als illustrator, onder andere voor het kunsttijdschrift Wendingen. Hij ontwierp affiches, boekbanden en omslagen, onder meer voor de Algemene Nederlandse Metaalbewerkersbond en de Stadsschouwburg Amsterdam. In 1940 vervaardigde hij het affiche voor de Kinderpostzegelactie 1940-1941.

## Exposities
- 1929: Solotentoonstelling bij kunsthandel Huize van Hasselt in Rotterdam
- 1931: Expositie bij Kunsthandel Vecht in Amsterdam

## Herdenking
In het Sarphatipark in Amsterdam-Zuid werden twee Stolpersteine gelegd voor Else Berg en Mommie Schwarz.

## Galerij van werken

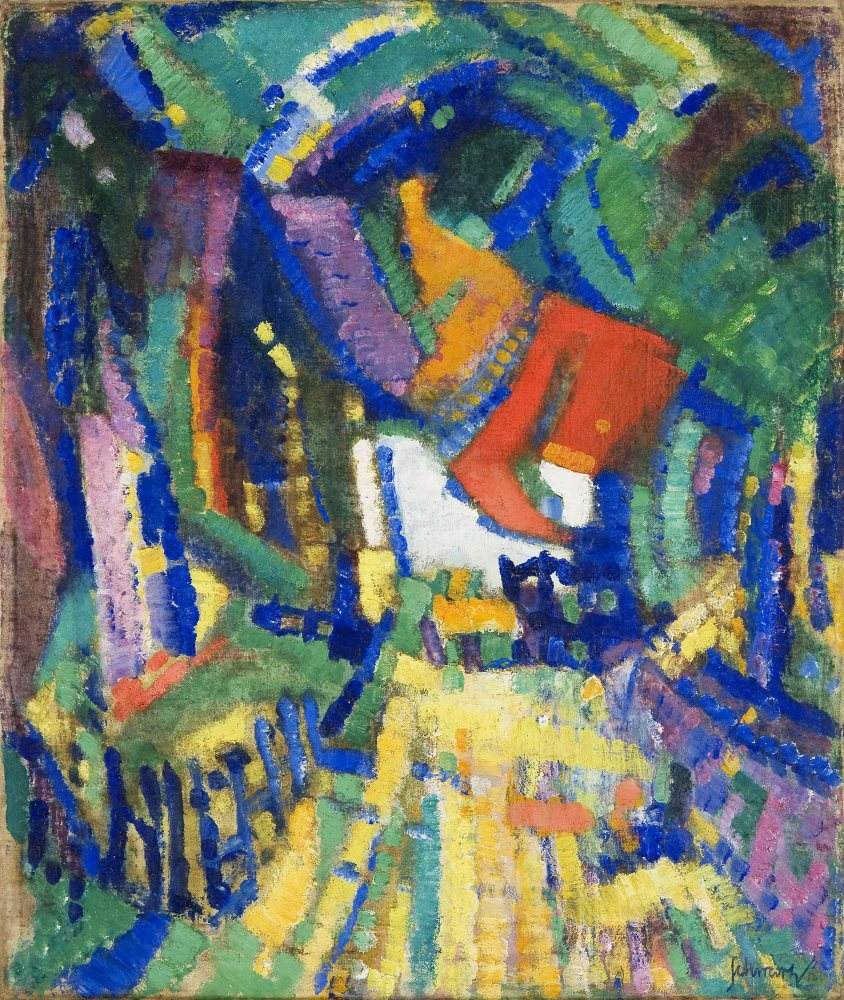
Dorpsstraat in de zon, 1912
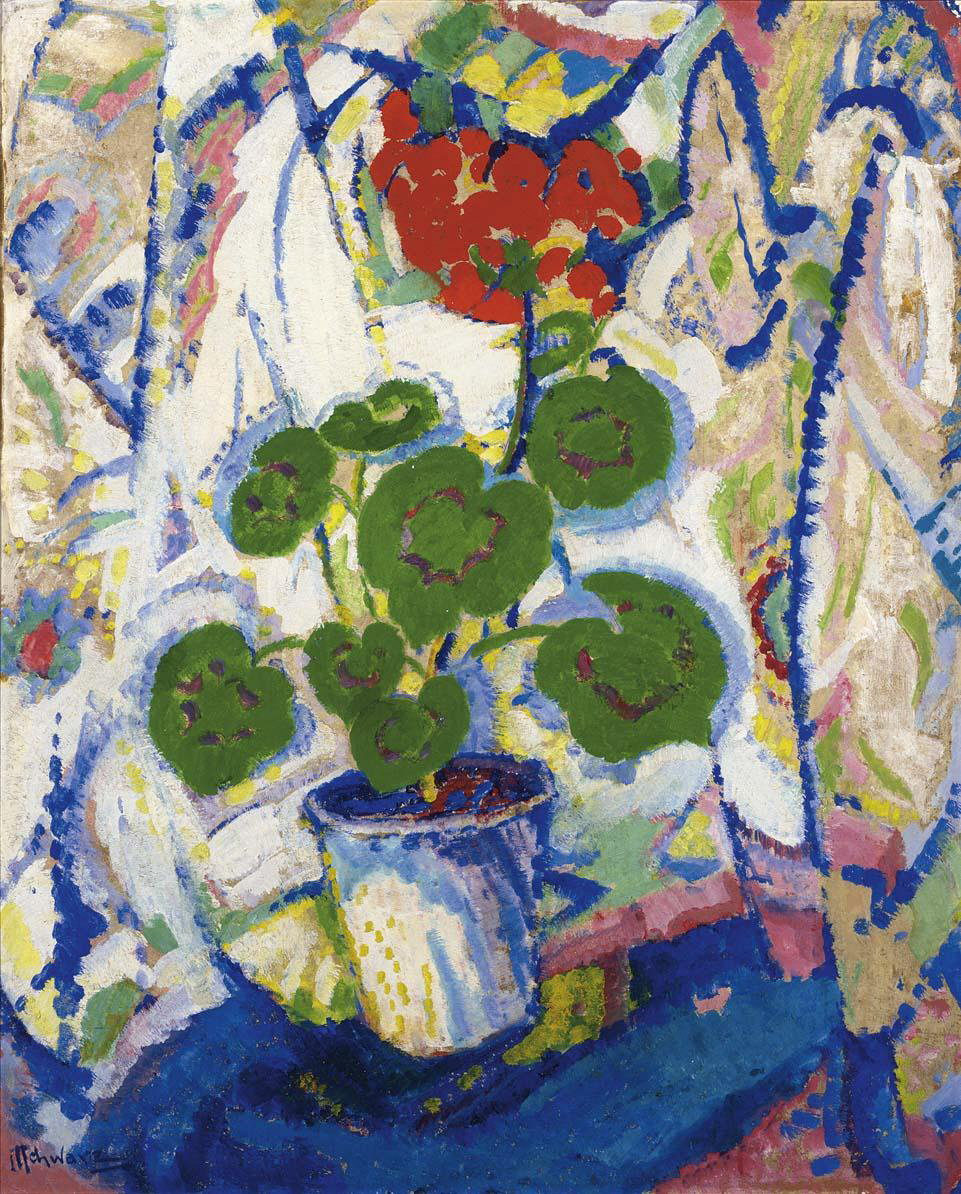
Bloemstilleven, ca. 1913
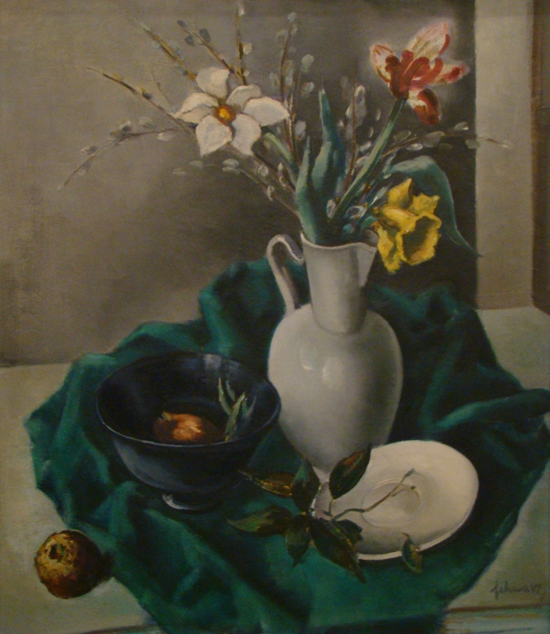
Bloemstilleven, voor 1939

## Werk in openbare collecties (selectie)
- Joods Historisch Museum, Amsterdam[4]
- Museum Kranenburgh, Bergen (NH)
- Museum De Wieger, Deurne
- Rijksmuseum Amsterdam[5]
- Stedelijk Museum Alkmaar